# Cartophilie

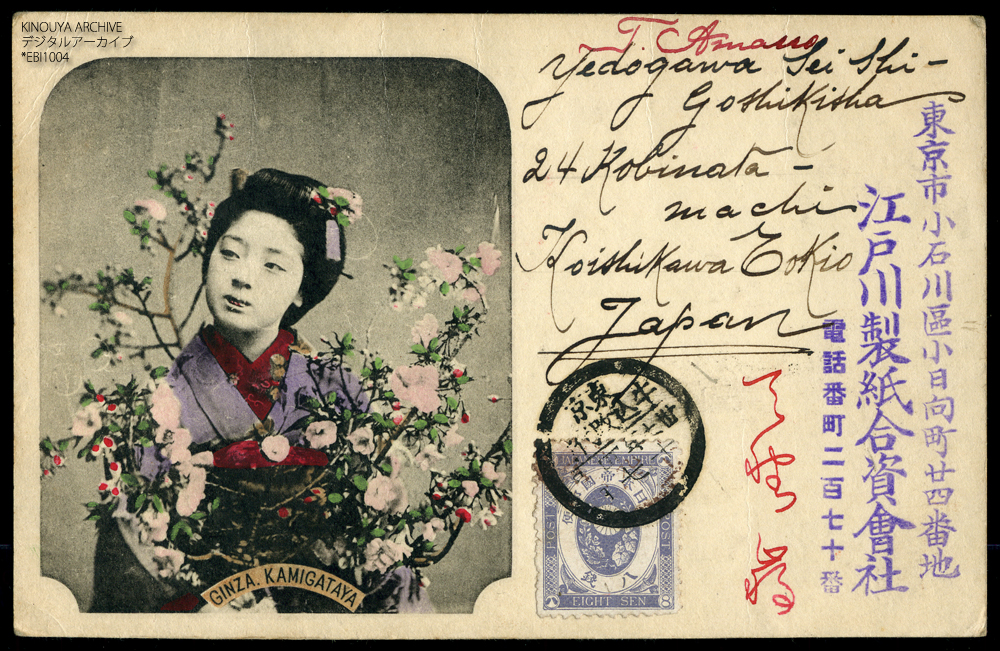
Carte postale japonaise publiée par Kamigataya à Tokyo en 1904.

La cartophilie est la pratique de la collection des cartes postales.
Les collectionneurs de cartes postales sont appelés « cartophiles ».

## Brève histoire de la cartophilie
Les illustrations des cartes postales suscitent leur collection par thèmes (les métiers, les villages d'un département etc.), par usage (envoyées par les soldats depuis le front).
Au cours des années 1900-1920, en France, la pratique de la collection des cartes postales prend un grand essor, et de très nombreux albums familiaux sont remplis. Retrouvés après la mort de leurs propriétaires et présentés dans les vide-greniers et foires à tout, ils fournissent aux nouveaux collectionneurs des années 1980, un champ de recherche important de cartes souvent bon marché. Les Français se passionnent alors pour l'histoire de leur village natal ou encore d'adoption (périurbanisation et rurbanisation) ; les cartes postales du début du XXe siècle illustrent ce passé.
Des catalogues sont publiés, donnant des cotations. Des marchands spécialisés ouvrent leur commerce et des ventes aux enchères amplifient le phénomène, faisant ainsi monter les prix.
Au milieu des années 1970, les collectionneurs comprennent vite l’intérêt de la carte postale. Nous sommes à la fin des trente années de croissance économique qui suivent la Seconde Guerre mondiale, croissance qui a nécessité un exode rural et éloigné une grande partie de la population de ses racines. L’intérêt pour la carte postale s’inscrit dans ce cadre là. Elles sont les derniers témoins d’un monde disparu.[réf. nécessaire]
En 1975, Gérard Neudin, un polytechnicien amateur de cartes postales, va publier pour la première fois un annuaire qui va devenir au fil du temps la référence des cartophiles. Après un premier volume vendu en direct à 3 150 exemplaires, plusieurs éditions suivront dans les circuits de distribution classiques. Des clubs de collectionneurs vont se constituer et la carte postale va atteindre des prix jusque-là inconnus dans les ventes publiques. Ce sera un nouvel âge d'or pour la carte postale. 
En 1983, Henri Desbois, lui aussi passionné de cartes anciennes, lance l’Annuaire des correspondants cartophiles.

## Collections

### Autour de la carte postale
- Les philatélistes s'intéressent parfois aux cartes pour les timbres-poste qui y sont imprimés (cf. Entier postal), ou qui ont servi à l'affranchissement (cf. aussi Cartes réponses internationales).
- Les maximaphiles essaient de constituer des documents postaux qui superposent autour d'un même thème une carte postale, un timbre-poste et une oblitération.
- Certains internautes mettent en ligne leurs collections de cartes postales anciennes sous forme d'albums à consulter.

### Par éditeur
- François-Edmond Fortier - AOF 1900-1905; 1906-1910; 1914-1924.